# Sar Mashhad
Sar Mashhad, est un village de la province de Fars, situé à la limite de cette province et de celle de Bushehr, en Iran. Il abrite un site rupestre Sassanide attribué à Bahram II.

## Le site rupestre
Le relief de Sar Mashhad est unique par son thème autant que par sa composition. Il met en effet en scène le roi terrassant deux lions, protégeant son épouse et deux dignitaires dont le grand prêtre Kartir. Selon Louis Vanden Berghe, il ne s’agit pas d’une scène de chasse, thème classique de l’art sassanide, comme à Taq-e Bostan, mais plutôt de l’évocation d’un incident. D’autres auteurs évoquent néanmoins une représentation symbolique de victoire du zoroastrisme sur les courants manichéens et chrétiens agitant la Perse. L’époque est effectivement marquée par une fragilisation de l’autorité impériale, des révoltes, ainsi que par des défaites contre les romains en campagne contre la Perse. Sous l’égide de Kartir, le zoroastrisme devient religion d’état, et devient un instrument de renforcement du pouvoir.
Le tableau est particulièrement dynamique et suggestif : le roi plonge son épée dans le ventre d’un lion bondissant à la gauche du relief, tandis qu’un autre lion gît à ses pieds, et effectue un geste apaisant en posant la main sur l’avant bras de la reine, son épouse, dont la main est posée sur le fourreau de l’épée de son mari, lui témoignant sa confiance. Les deux dignitaires sont à l’arrière plan. Ils témoignent leur respect au souverain par un geste d’hommage caractéristique des Sassanides, main devant la bouche et index recourbé vers l’avant. Le relief comporte également une longue inscription en pehlevi est attribuée à Kartir, dans laquelle il détaille sa vision d’une religion d’état comme à Naqsh-e Rajab, mais aussi raconte son ascension dans la hiérarchie religieuse l’amenant à exercer une forte influence jusqu’au roi lui-même.
La composition du relief lui donne la forme d’un triangle accolé à un carré, au centre de laquelle se trouve le roi dont la puissance est ainsi marquée. La sculpture suit des angles convenus destinés à accentuer l’impression de force et de vivacité du souverain : son bras armé vient à la rencontre du félin suivant la même ligne, le lion est poignardé avant même d’avoir pu bondir.
La mise en scène de la reine est propre à Bahram II, seul roi Sassanide à faire figurer son épouse des reliefs. La reine se trouve également présente sur les panneaux de Sarab-e Qandil, Barm-e Dilak, et de Naqsh-e Rostam.